# رودا بوکوا
رودا بوکوا (به صربی: Ruda Bukva) یک منطقهٔ مسکونی در صربستان است که در کوسیریچ واقع شده‌است. رودا بوکوا ۱۱۸ نفر جمعیت دارد.